# Rue Marbeuf
Pour les articles homonymes, voir Marbeuf (homonymie).
La rue Marbeuf est une voie du 8e arrondissement de Paris.

## Situation et accès
Elle commence au 20, avenue George-V et se termine au 39, avenue des Champs-Élysées.
Le quartier est desservi par les lignes de métro 1 et 9 à la station Franklin D. Roosevelt.

## Origine du nom
Elle porte ce nom en raison de son voisinage avec l'ancien jardin Marbeuf également appelé « folie Marbeuf » (voir « Rue Lincoln »).

## Historique
La voie a été formée vers 1798 sur l'emplacement d'un ancien chemin longeant le Grand Égout, principal collecteur de la rive droite, qui suivait le tracé d'un petit ruisseau descendant de Ménilmontant pour se jeter dans la Seine au niveau de l'actuel pont de l'Alma. Elle s'appela d'abord « rue des Gourdes », en référence au marais des Gourdes qui s'étendait depuis la place de la Concorde à l'est jusque vers l'avenue George-V actuelle à l'ouest entre la Seine et la rue du Faubourg-Saint-Honoré, ainsi nommé parce qu'on y cultivait des courges (ou gourdes).
Une décision ministérielle du 19 octobre 1829 lui attribua la nouvelle dénomination de « rue Marbeuf ».
Sous le Second Empire, la rue était encore fort peu bâtie. On n'y signalait qu'un seul hôtel, appartenant à Mme de Chasseloup-Laubat.
Il existait encore, à cette époque, une « allée Marbeuf » (ou « passage Marbeuf »), allée privée en équerre, s'ouvrant aux 67-69, avenue des Champs-Élysées et d'abord parallèle à la rue qu'elle rejoignait à angle droit à peu près au milieu de son parcours, au niveau du no 15. Cette voie avait été formée en 1812 par la compagnie immobilière qui s'était rendue propriétaire du jardin Marbeuf, afin de lotir la partie orientale de cet immense terrain.
André Becq de Fouquières écrit : « Vers 1900, la rue Marbeuf souffrait d'un certain discrédit, comme l'allée des Veuves un siècle plus tôt. Quand on disait “le quartier Marbeuf”, il s'attachait toujours à ce terme quelque sous-entendu galant. De fait cette rue, au centre d'un quartier élégant, était habitée par beaucoup de cocottes. Des cocottes opulentes, évidemment. Le temps a passé et, quelques années plus tard, il est peu de maisons où l'on n'eût pu suspendre quelque blason. »
Avant guerre, la Société générale immobilière possédait 16 immeubles de la rue (les nos 4, 5, 7, 9, 11, 14bis, 18, 24, 26, 28, 30, 31, 33, 35, 37 et 39). Sous l'Occupation, ils deviendront la propriété de l'affairiste Michel Szkolnikoff, qui avait fait fortune dans le marché noir avec l'armée allemande, et qui racheta la SGI. Placés sous séquestre à la Libération, les immeubles furent revendus individuellement entre 1947 et 1948 au profit de l'État.
Le 19 décembre 1981, un colis piégé est désamorcé juste à temps, grâce à la vigilance d'un voisin, devant la porte du journal libanais pro-irakien Al-Watan al-Arabi. Le 22 avril 1982, une bombe placée dans une Opel rouge explose devant le siège du journal, faisant un mort et 63 blessés.

## Bâtiments remarquables et lieux de mémoire
- Jane Hading (1859-1941), comédienne, « eut hôtel rue Marbeuf avant de venir habiter Neuilly[2] ».

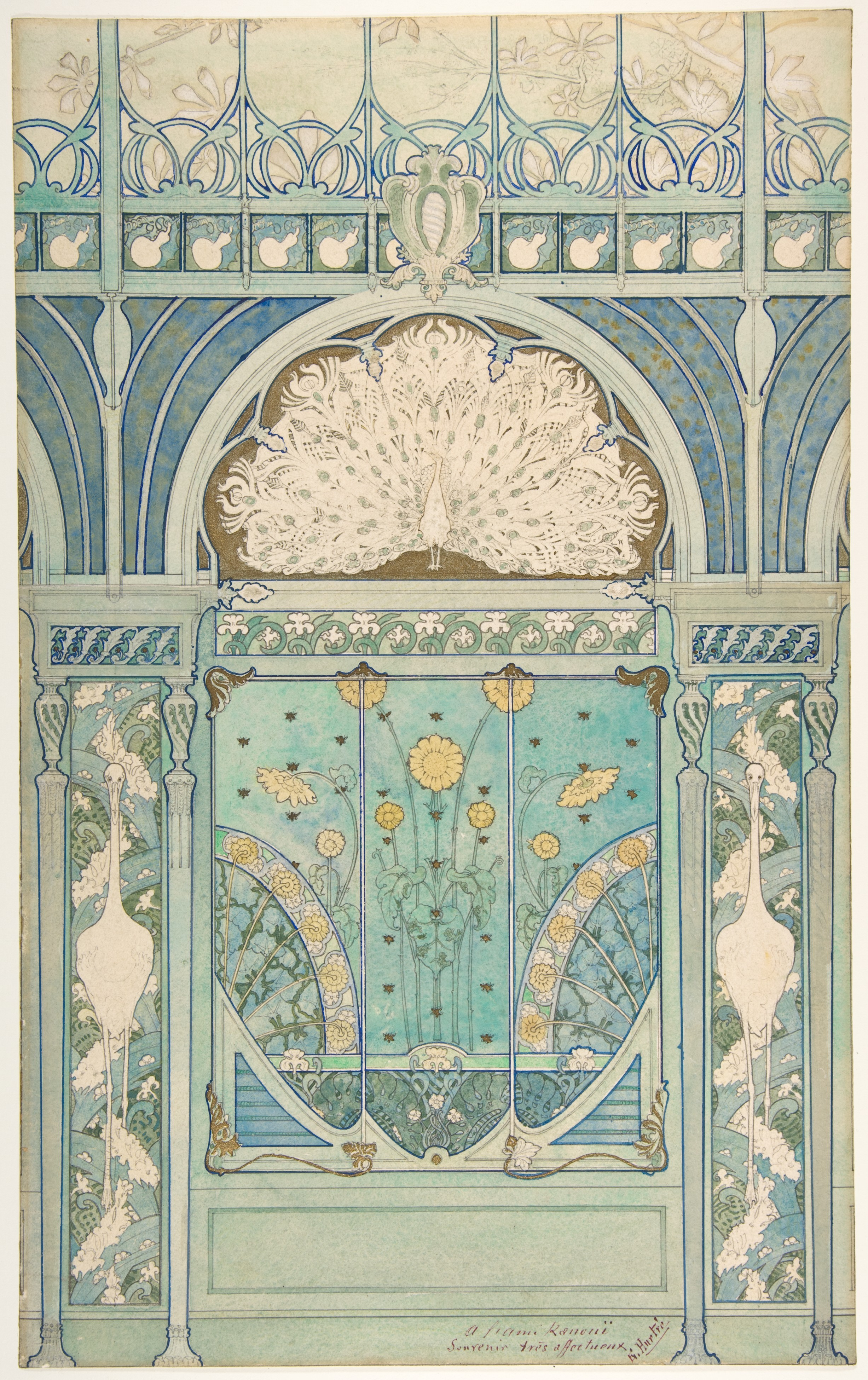
Décor de mur par Émile Hurtré.

- No 5 (et 24, rue du Boccador) : restaurant La Fermette Marbeuf : salle de restaurant créée par l'architecte Émile Hurtré[8] et le peintre Jules Wielhorski en 1898 dans le style Art nouveau[9]. Le décor initial avait disparu au gré des restaurations, mais existait toujours. En 1978, ce décor a été retrouvé, restauré et mis en valeur (verrière, peintures murales…), et classé monument Historique en 1983.
- No 6 : Étienne Grosclaude, homme de lettres y demeure en 1910[2].
- No 15 : restaurant la petite Duchesse, est un célèbre restaurant gastronomique où se cotoyait le tout Paris: Jean Yanne, Jacques Dutronc, Lino Ventura venaient y déjeuner avec Sheila, Ringo, et Jean Drucker. En bas, se trouvait le piano où avait chanté Piaf accompagné par Charles Aznavour et Pascal Sevran.
- No 18(ancien no 44) : sous le Second Empire, c'était la pension Duplay, tenue par le petit-fils du menuisier Maurice Duplay, logeur et ami de Robespierre. Elle était fréquentée par la meilleure société. Elle eut comme élèves prince Charles Bonaparte[2] ; Jean Casimir-Perier ; Édouard Mortier de Trévise (1845-1912), 4e duc de Trévise ; Robert des Acres de L'Aigle (1843-1931) ; Paul de Turenne ; Alexandre et Arthur Aguado ; Napoléon et Eugène Ledockowski ; Édouard Portalis ; Gaston de Noirmont ; Antoine de Gramont d'Aster ; Émile Perrin ; Jacques de Chabrillan ; François de Montholon, etc.
- No 19 : Raphaël Duflos (1858-1946), sociétaire de la Comédie-Française[3].

- No 19 : Mlle Maguera, actrice et directrice de théâtre[3].
- No 26 : ancien siège de la P.A.C. (Production Artistique de Cinématographie) du réalisateur André Hunebelle
- au No 26 rue Marbeuf s'ouvre la rue Robert-Estienne.
- No 27 : le magistrat et président de la Cour de cassation Paul Matter a vécu et est mort à ce numéro[10].

- No 32 : anciennement cité Henri-Lepage, auparavant passage Ruffin, qui aboutissait au 17, rue de Marignan.
- No 33 : devant cet immeuble qui abritait les bureaux du journal libanais Al-Watan al-Arabi (La Nation arabe), une voiture piégée a explosé le 22 avril 1982, faisant un mort et 66 blessés. Cet attentat de la rue Marbeuf est attribué au terroriste Ilich Ramirez Sanchez dit Carlos[11]. Ce journal, apparemment connu pour ses positions pro-irakiennes et son opposition au régime syrien, avait déjà été visé le 19 décembre 1981 par une tentative d'attentat [12].
- No 36 : l'architecte français Robert Mallet-Stevens construisait ici en 1927 un garage pour la firme Alfa Romeo. La construction en béton armé fut à l'époque louée pour ces surfaces dégagées grâce à un nombre réduit d'éléments porteurs. Le bâtiment fut transformé en 1929 et est aujourd'hui remplacé par une construction plus récente[13].
- No 36 : Arsène Lupin y demeure sous le nom d'Étienne de Vaudreix[14].
- No 37 : l’écrivain Paul Morand y est né en 1888[15].

## Sources
- André de Fouquières, Mon Paris et ses Parisiens, vol. 1, Paris, Pierre Horay, 1953.
- Félix de Rochegude, Promenades dans toutes les rues de Paris : VIIIe arrondissement, Paris, Hachette, 1910 (lire en ligne).
- Félix et Louis Lazare, Dictionnaire administratif et historique des rues de Paris et de ses monuments, Paris, Imprimerie de Vinchon, 1844-1849 (lire en ligne).